# Galaganatha
Galaganatha oder Galaganath (Kannada: ಗಳಗನಾಥ) ist ein Dorf mit ca. 1.200 Einwohnern im indischen Bundesstaat Karnataka. Es ist bekannt wegen eines mittelalterlichen Hindu-Tempels.

## Lage und Klima
Galaganatha liegt am Fluss Tungabhadra im nördlichen Zentral-Karnataka ungefähr 40 km (Fahrtstrecke) nordöstlich von Haveri bzw. 75 km südlich von Gadag in einer Höhe von rund 520 m auf dem Dekkan-Plateau. Das Klima ist subtropisch warm; Regen (ca. 770 mm/Jahr) fällt fast nur in den sommerlichen Monsunmonaten.

## Bevölkerung
Ca. 90 % der mehrheitlich Kannada sprechenden Bevölkerung sind Hindus und etwa 9 % sind Moslems; andere Religionsgruppen spielen unter der Landbevölkerung Indien kaum eine Rolle. Männlicher und weiblicher Bevölkerungsanteil sind in etwa ausgeglichen.

## Wirtschaft
Das Dorf Galaganatha ist noch immer agrarisch orientiert, wobei die über Jahrhunderte existierende Selbstversorgungswirtschaft mit dem Aufkommen besserer Transportbedingungen in der 2. Hälfte des 20. Jahrhunderts mehr und mehr durch marktwirtschaftliche Elemente abgelöst wurde.

## Geschichte
Ort und Tempel gehörten im Mittelalter zur Einflusssphäre der westlichen Chalukya-Dynastie; im 14. Jahrhundert übernahm das Vijayanagar-Reich die Macht, welches von den vereinten Dekkan-Sultanaten in der Schlacht von Talikota (1565) besiegt wurde. Seit dem beginnenden 19. Jahrhundert kontrollierten die Briten auch den Süden Indiens.

## Sehenswürdigkeiten

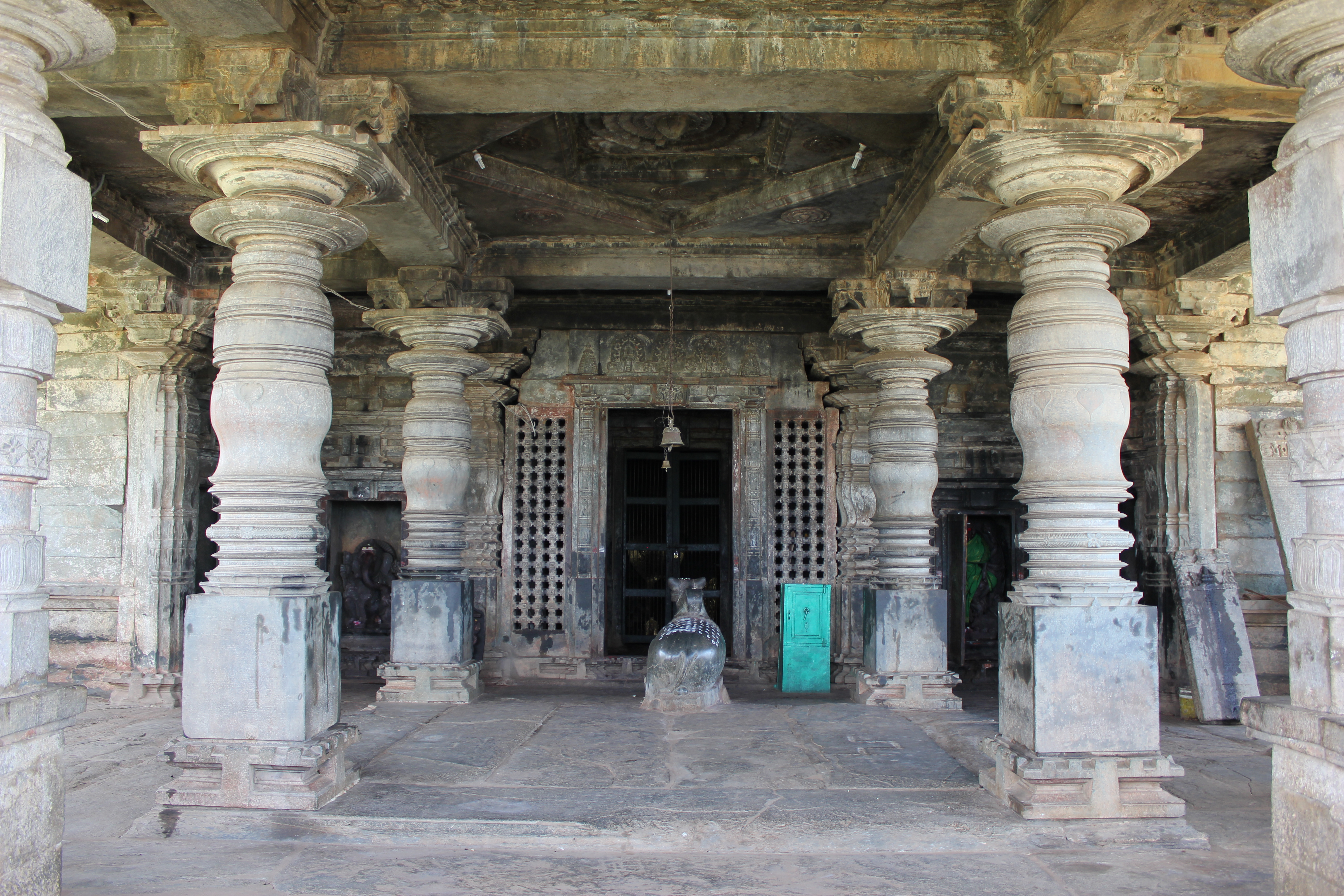
Vorhalle (mandapa)

- Einzige Sehenswürdigkeit des Dorfes, welches ursprünglich Palluni hieß, ist der dem Hindu-Gott Shiva geweihte Galageshwara-Tempel aus der Chalukya-Zeit des späten 11. Jahrhunderts. Der ebenerdig stehende Bau besteht aus drei Teilen: einer reich gegliederten, aber figurenlosen und im unteren Teil stufig geböschten Cella (garbhagriha) mit Turmaufbau (vimana) und „Schirmkuppel“, einem kleinen Vorraum (antarala oder sukhanasi) sowie einer quergelagerten und nach drei Seiten offenen Vorhalle (mandapa) mit breiten Balkonöffnungen. Das Flachdach der Vorhalle ruht auf gedrechselten Specksteinsäulen; die Deckenkompartimente im Innern zeigen nur wenig Schmuck. Die eigentliche Cella mit ihrem schwarzen Lingam-Stein ist durch zwei Steingitter (jali) von der Vorhalle abgetrennt; vor dem Portal liegt der für Shiva-Tempel obligatorische Nandi-Bulle.
- Im Eingang zur Vorhalle des Tempels sind zwei mittelalterliche Inschriftenstelen sowie der Torso einer Figur aufgestellt. Eine der Inschriften stammt aus dem Jahr 1080 und wird als Hinweis auf die (frühe) Entstehungszeit des Tempels verstanden.